# Клара Цеткин
Клара Цеткин (на немски: Clara Zetkin) (5 юли 1857 г. – 20 юни 1933 г.) е известна социалистка и борец за правата на жените.

## Биография
Клара Цеткин е родена като Клара Айснер в селото Видерау, Саксония. Докато учи за учител в Лайпциг през 1874 г., тя установява контакти с женското движение и работническото движение в Германия. В Лайпциг се запознава и с бъдещия си съпруг руснакът Осип Цеткин. През 1878 г. се присъединява към Социалистическата работническа партия (Sozialistische Arbeiterpartei, SAP). През 1890 г. името на партията е осъвременено на Германска социалдемократическа партия (Sozialdemokratische Partei Deutschlands, SPD).
През 1878 г. канцлерът на Германия Ото фон Бисмарк забранява със закон дейността на социалистите в Германия. Клара отива в Цюрих през 1882 г., а година по-късно — при своя съпруг в Париж. Приема неговата фамилия без да сключва брак, за да не загуби германското си гражданство. Раждат им се двама синове — Максим и Константин. Осип Цеткин се разболява тежко и умира парализиран през 1889 г. По-късно Клара Цеткин се омъжва за художника Георг Зундел, който е осемнадесет години по-млад от нея и с когото живее в периода от 1899 до 1928 г. По време на престоя си в Париж тя играе важна роля във формирането на групата на социалистите за Социалистическия интернационал. На проведения Социалистически интернационал през 1889 г. в Париж, Клара Цеткин представя реферат, който води до активирането на участието на жените в социалистическото движение. През същата година е издадена нейната книга „Работничките и женският въпрос на настоящето“, която поставя основите на теорията на еманципацията на жените социалистки.
През 1890 г. в Германия са отменени „социалистическите закони“ и Цеткин се завръща. Започва да развива социалдемократическото движение в Германия; от 1891 г. става редактор на социалдемократическия вестник за жени „Равенство“ (Die Gleichheit), който ръководи в продължение на 25 години. Тя е организатор на първия Международен ден на жената на 8 март 1911 г., идеята за който представя в Копенхаген.
По време на Първата световна война Цеткин, заедно с Карл Либкнехт, Роза Люксембург и други влиятелни социалисти от Германската социалдемократическа партия, отхвърлят политиката на партията за съгласие с правителството и въздържане от стачки по време на войната. Освен различните антивоенни мероприятия, Цеткин организира и международна социалистическа антивоенна конференция на жените в Копенхаген през 1915 г. В резултат на нейните антивоенни прояви, тя неколкократно е арестувана по време на войната, но в резултат на протести е освобождавана.
През 1916 г. Цеткин е един от съоснователите на Спартакистката лига (Spartakusbund) и Независимата германска социалдемократическа партия (Unabhängige Sozialdemokratische Partei Deutschlands, USPD), която се отделя през 1917 г. от Германската социалдемократическа партия. През януари 1919 г. е основана Германската комунистическа партия (KPD), към която Цеткин се присъединява и я представлява в Райхстага в периода от 1920 до 1933 г. До 1924 г. Клара Цеткин е член на централния офис на комунистическата партия, където ръководи партийно ориентирани вестници за жената (например: Комунистката, Die Kommunistin), а от 1927 до 1929 г. е член на централния комитет на партията. Тя също е член на изпълнителния комитет на Комунистическия интернационал (Коминтерна) от 1921 до 1933 г. През август, докато е почетен председател на Райхстага, тя предупреждава за опасността от националсоциализма.
Когато Адолф Хитлер и неговата Националсоциалистическа германска работническа партия взимат властта, Германската комунистическа партия е изгонена от Райхстага, след пожара в сградата през 1933 г. Цеткин отива в изгнаничество в Съветския съюз, където ръководи секретариата на третия Социалистически интернационал. Като противничка на Сталин, тя попада в политическа изолация, въпреки че на нея ѝ се оказват официални почести. Умира в Архангелское, близо до Москва, през 1933 г., на 76-годишна възраст. Тя е погребана до стената на Кремъл в Москва.